# 부산 도시철도 3호선 추돌 사고
부산 도시철도 3호선 추돌 사고는 2012년 11월 22일 부산 도시철도 3호선 3038호 열차가 물만골역 전방 100m에서 기관 고장으로 멈춰 선 후 견인에 나선 3040호 열차가 굴곡 지점에서 시야 확보에 어려움을 겪어 속도를 줄이지 못한 채 3038호의 후면 기관실에 추돌해 열차 1량이 탈선된 사고이다. 이 사고로 114명의 중·경상자가 발생하고, 수영역 ~ 연산역 구간의 열차 운행이 중지되었으며, 오후 6시 이후 두 열차가 수영역으로 견인된 후 대저차량사업소로 회송, 상·하행 정상 운행이 되었다.

## 사고 원인
사고 당일 사고 열차의 정전과 그에 대한 견인차와 추돌사고가 난것으로, 당시 기관사가 정전에 대한 매뉴얼이 있었는데 그것에 대한 미흡과 견인차량의 기관사의 규정위반으로 발생 되었다.

## 사고 경과
3호선 사고로 3호선의 17개역 중 물만골역과 수영역사이 4개 역 구간의 상·하행선 운행이 이날 오후 6시까지 전면 중단돼 이 지역에 거주하는 시민들이 불편을 겪었다.